# Czteroksiąg konfucjański

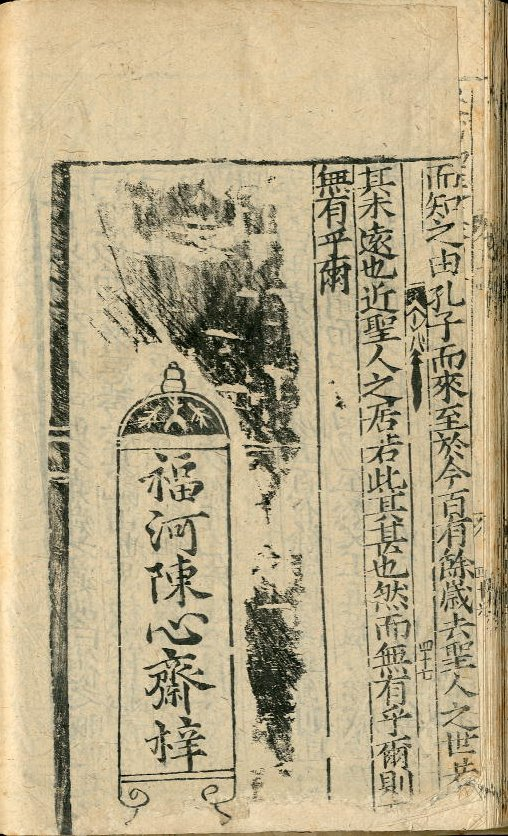
Czteroksiąg konfucjański

Czteroksiąg konfucjański (chiń. upr. 四书; chiń. trad. 四書; pinyin Sì Shū) – zbiór czterech najważniejszych ksiąg stanowiących wykładnię filozofii konfucjańskiej. Zostały zebrane przez Zhu Xi (1130-1200) jako uzupełnienie Pięcioksięgu konfucjańskiego.
W skład Czteroksięgu wchodzą:
- Wielka Nauka (Daxue) – zwięzła i systematyczna prezentacja konfucjańskiej filozofii społecznej z komentarzem
- Doktryna Środka (Zhongyong) – metafizyczne uzasadnienie konfucjańskiej filozofii społecznej. W dziele tym skupiają się niektóre główne idee konfucjanizmu, buddyzmu i taoizmu, pod wieloma względami służy jako pomost między tymi ideologiami.
- Dialogi konfucjańskie (Lunyu) – aforyzmy, maksymy i krótkie przypowieści Konfucjusza, spisane przez jego uczniów. Wyłożona jest w niej istota moralności (Ren)
- Księga Mencjusza (Mengzi) – księga traktująca o sposobach stawania się dojrzałym człowiekiem: cnotliwym, życzliwym i prawym.